# Boutfonaste et les 40 voleurs
Boutfonaste et les 40 voleurs è un film del 1990 diretto da Larbi Altit, interpretato da Lahoucine Ibourka e Mohamed Abaamrane.
Uno dei primi film in lingua berbera, esso è molto popolare tra il popolo berbero del Marocco, insieme al personaggio di Da Hmad, interpretazione da Lahoucine Ibourka, peraltro alla prima apparizione cinematografica.

## Trama
Attraverso un astuto stratagemma, Mhend, ladruncolo di un piccolo paese di campagna, insieme al fidato amico e compagno Bigà derubano un negoziante locale.
Una volta che la moglie viene a conoscenza dell'attività illegali del marito, ella lo sprona affinché si dedichi ad affari più onesti. Convinto dalla moglie, decide di vendere una mucca di sua proprietà, intraprendendo la via del commercio; all'alba si reca quindi al mercato del paese.
Tuttavia, lungo il tragitto viene aggredito da un gruppo di ladri che lo derubano dell'animale e lo lasciano ferito e incosciente al suolo.
Al suo risveglio, fa ritorno a casa dove la ferita gli viene medicata dalla moglie, che peraltro egli ritiene causa della sua disgrazia. Attraverso Bigà, riesce a risalire agli autori del furto e dell'aggressione, membri di una banda locale composta da ben 40 ladroni, capeggiata dall'anziano e apparentemente invalido Da Hmad.
Il gruppo alloggia presso un edificio di proprietà di un conoscente di Mhend, da cui quest'ultimo riceve il permesso di utilizzare temporaneamente il piano superiore della casa finché non abbia vendicato l'affronto subìto.
Facendo uso della propria astuzia e dell'aiuto di Bigà, Mhend riesce a raggirare più volte i membri della banda. Questi infatti preparano sontuosi banchetti a base di carne dell'animale rubato, ma, attraverso vari espedienti, Mhend porta a casa la maggior parte delle portate. Non contento, organizza una serie di torture da infliggere a Da Hmad, sfruttando l'ingenuità e la credulità dei suoi sottoposti.
Stanchi dei soprusi di Mhend, i 40 ladroni organizzano una colletta per ripagare Mhend del furto subìto e così porre fine alle continue angherie nei confronti di Da Hmad.